# Résolution 12 du Conseil de sécurité des Nations unies
Membres permanents
- Chine
- États-Unis
- France
- Royaume-Uni
- URSS

Membres non permanents
- Australie
- Brésil
- Égypte
- Mexique
- Pays-Bas
- Pologne

Résolution no 11 Résolution no 13
La résolution 12 est une résolution du Conseil de sécurité de l'ONU qui a été votée le 10 décembre 1946  et qui définit les modalités de participation de certains pays aux débats concernant des incidents frontaliers au nord de la Grèce :
- la Grèce et la Yougoslavie sont invitées à participer aux débats, sans droit de vote ;
- la Bulgarie et l'Albanie sont invitées à faire entendre leurs points de vue ;
- si, au cours des débats, le conseil de sécurité estime que le sujet est un différend, la Bulgarie et l'Albanie seront invitées à participer aux débats, sans droit de vote.

## Texte
- Résolution 12 sur fr.wikisource.org
- Résolution 12 sur en.wikisource.org